# Ciaran Mullooly
Ciaran Mullooly (ur. 4 września 1966) – irlandzki dziennikarz i polityk, poseł do Parlamentu Europejskiego X kadencji.

## Życiorys
Studiował inżynierię materiałową w Athlone Institute of Technology, jednak wkrótce zajął się dziennikarstwem, podejmując pracę w czasopiśmie „Longford Leader”. W 1993 dołączył do RTÉ. Początkowo pracował przy programie Ear to the Ground, w 1995 został korespondentem z regionu Midlands. Z nadawcą tym był zawodowo związany do 2021. Uzyskał również licencjat z przedsiębiorczości, przywództwa i zarządzania.
W wyborach europejskich w 2024 z ramienia ugrupowania Independent Ireland został wybrany do Parlamentu Europejskiego X kadencji.

## Życie prywatne
Żonaty z Angelą, ma dwoje dzieci.